# Hiroshi Ninomiya
Hiroshi Ninomiya (Japó, 13 de febrer de 1937), és un exfutbolista i exentrenador japonès que va disputar 12 partits amb la selecció japonesa.